# Hermann Martens
Pour les articles homonymes, voir Martens.
Hermann Martens (né le 16 avril 1877 à Berlin en Allemagne - mort en 1916) est un coureur cycliste sur piste allemand des années 1900.

## Palmarès
- 1908
  -  Médaillé d'argent en poursuite par équipe aux Jeux olympiques de Londres (avec Karl Neumer, Max Götze et Rudolf Katzer)